# Kopacz (Neder-Silezië)
Kopacz is een plaats in het Poolse district  Złotoryjski, woiwodschap Neder-Silezië. De plaats maakt deel uit van de gemeente Złotoryja en telt 230 inwoners.